# Aboubakr Bensaihi
Aboubakr Bensaihi (Sint-Jans-Molenbeek, 1996) is een Belgisch acteur, rapper en zanger. Hij brak in 2015 door met zijn hoofdrol in de film Black.

## Biografie
Aboubakr Bensaihi werd in Sint-Jans-Molenbeek geboren en leeft er nog steeds. Hij volgde er handel in een Nederlandstalig onderwijs in het Imelda-Instituut, de eerste jaren in de vestiging in Scheut, vervolgens in de Moutstraat in het Brusselse stadscentrum.
Bensaihi werd in 2014 geselecteerd door de filmregisseurs Adil El Arbi en Bilall Fallah om het personage Marwan te vertolken in de film Black. Marwan en Martha Canga Antonio's rol Mavela zijn de protagonisten van het verhaal. Voor die rol werd hij genomineerd voor de Ensor Beste debuut in 2016 en de Magritte voor beste acteur in 2017. In 2017 begon hij als acteur in de soapserie Thuis als Junes Bakkal, jongere broer van Adil Bakkal, sinds 2013 een rol vertolkt door Nawfel Bardad-Daidj in de serie.
Hij zong zelf Do You Hear Me van de soundtrack van Black. Hij schrijft zelf ook nummers onder de artiestennaam Bakr. Zijn debuutsingle was 'sac à dos'. Niet veel later kwam zijn succesvolle single 'Elle a' uit. 7 Maanden na z'n 2e single bracht Aboubakr "Tomber dans ton love" uit.

## Prijzen en nominaties
| Jaar | Prijs                     | Categorie                  | Film  | Uitslag     |
| ---- | ------------------------- | -------------------------- | ----- | ----------- |
| 2016 | Filmfestival van Oostende | Ensor Beste debuut         | Black | Genomineerd |
| 2017 | Magritte du Cinéma        | Magritte voor beste acteur | Black | Genomineerd |

In 2016 was Bensaihi een van de 10 laureaten van Molenbekenaar van het jaar.

## Acteurscarrière
- Black als Marwan (2015)
- Thuis als Junes Bakkal (2017 - 2018)
- Rebel als Kamal (2022)

- Gemeinsame Normdatei: 1168498902
- Library of Congress Control Number: no2025006939
- Virtual International Authority File: 3107153895177702410003
- WorldCat: E39PBJrKRm8XdcdrgQH9v6rwmd